# アポカリモン
アポカリモンは
1. デジタルモンスターシリーズに登場するキャラクター。
2. デジモンアドベンチャーの登場人物。

## 概要
デジモンアドベンチャーのための新規キャラクター。名前の由来はアポカリプス（Apocalypse(黙示録)）から。正十二面体の上方の一面に人間のような上半身（本体）を乗せ、残りの各面に小さな五角錐台を載せ、それぞれにDNAのような二重螺旋状の触手を付加させた形状をしている。

## 種族としてのアポカリモン
人間の負の感情や、進化の過程で消えていったデジモンたちの怨念が集結した存在。デジモンなのかすら不明である。消えて行ったデジモンたちの必殺技なら全て使用可能。
負の想念が、闇のパワーによって集まって出現した謎のデジモン。その正体を知るものは誰もおらず、この物体がデジモンなのかも解析することはできない。その出現理由は定かではないが、混沌とした電脳世界（デジタルワールド）を粛清し無に帰そうとしていると考えられる。一説には太古の予言書にアポカリモンの出現を予言しているものがあると言われている。

### 基本データ
一番上の人型のボディが本体。
- 世代/究極体[2]
- タイプ/種族不明[2]
- 属性/不明[2]
- 必殺技/暗黒（ダークネスゾーン）、グランデスビッグバン[2]
- 得意技/デスエボリューション
- 所属/ダークエリア

必殺技
暗黒（ダークネスゾーン）
無限に広がる闇を発生させ、全てを無に帰してしまう技。この闇に包まれたものは、全方位の方向感覚を失い、消滅していくと言われている。

### 亜種・関連種・その他
メフィスモン
完全体。アポカリモンのデータの残骸から生まれ、その怨みを引き継いだデジモン。『デジモンテイマーズ 冒険者たちの戦い』に登場。
ガルフモン
究極体。メフィスモンの進化体。

## 登場人物としてのアポカリモン

### アニメ

#### デジモンアドベンチャー
声優は大塚周夫。最後の敵。一人称は「我々（または私）」。進化の過程で消えていったデジモンたちの無念や辛く悲しい気持ちなどの怨念の集合体として登場。自分たちが為せなかったことを、生きて行う全てのデジモンや子供たちを羨み妬み憎んでおり、今まで主人公たちが闘ってきた種のデジモンたちの技を使い、紋章とタグを破壊し、さらに主人公たちをデータに分解し追い詰めるが、互いの絆と心の中の光により輝いた心の紋章の力によりデジタルワールドに復帰を果たした8人と8匹の連携攻撃により敗北。最後の足掻きとしてグランデスビッグバンにより自爆しデジタルワールドを無き物にしようとするが、八つのデジヴァイスが作り出した立方体状の結界により其の企みも打ち砕かれた。
なお小説版では、かつてデジタルワールドにあった「進化をしないという概念」が、自身によってデジタルワールドを染めるために、「進化の途中で消えて行った種の無念」や死んだデジモンのデータを力として利用するために吸収することで誕生した存在となっている。アニメのアポカリモンとは異なり、「進化をしないという概念」そのものの意識を「個」としてはっきりと持つことが示され、妬みや恨みで動いているのではなく、死んでいったデジモンたちの持っていた無念や言葉を利用して、ただ自身の野望のために世界を塗り変えようとする「悪」として描かれている。話の流れのためなのか、アニメの個体と設定の相違のためなのかは不明だが、ダークマスターズのムゲンドラモンのデータから再現したムゲンキャノン以外、吸収されたデジモンの必殺技を使うことは無かった。

#### デジモンテイマーズ
第6話で他のデジモンと混じって牧野留姫を自分のテイマーにしようとし、デジモンクィーンに異名を取る彼女の前に現れたデジモンの群れとしてシルエットとして登場（右側のビジョンにおり、他にはギザモン、タスクモン、アクィラモン、デスメラモンが映っていた）。